# Pseudoleria subrobusta
Pseudoleria subrobusta är en tvåvingeart som beskrevs av Gill 1962. Pseudoleria subrobusta ingår i släktet Pseudoleria och familjen myllflugor.
Artens utbredningsområde är Texas. Inga underarter finns listade i Catalogue of Life.